# 쉬후이신
쉬후이신(중국어: 許慧欣, 한자음: 허혜흔, 1980년 12월 5일 ~)은 미국 출신의 가수, 영화배우이다. 영어 이름은 이본 쉬(영어: Evonne Hsu)이다. 세 자매 중 둘째로 태어났으며 신장은 163cm, 체중은 45kg이다. 2002년 앨범 <쾌락위주>(快樂為主)로 데뷔하였다. 타이완을 중심으로 중화권에서 주로 활동하고 있다. 국적은 미국, 또는 중국 2개로 나타나는데, 이중국적인지 국적을 바꾼 것인지 확인되지 않는다.

## 한국 표절
| 노래           | 원래 한국 가수 | 원래 한국 노래 |
| -------------- | -------------- | -------------- |
| 失戀不敗       | 디바           | ACTION         |
| 孤單芭蕾       | 이정현         | 미쳐           |
| 突然想起你     | 제이           | 어제처럼       |
| 愛情抗體       | 브라운 아이즈  | 벌써1년        |
| 快樂為主       | 이윤정         | Call Me        |
| Universal Love | SM TOWN        | Angel Eyes     |
| 戀愛頻率       | 쿨             | Aloha          |
| 一個人唱歌     | 백지영         | I Can’t Drink  |